# HBO Max
HBO Max (v letech 2023–2025 pouze Max) je americká SVOD streamovací služba, kterou vlastní společnost Warner Bros. Discovery.
Služba byla spuštěna pod názvem HBO Max 27. května 2020, původně jen ve Spojených státech. 29. června 2021 expandovala do Latinské Ameriky a 26. října 2021 do šesti evropských zemí. Jeho spuštění v dalších 15 evropských zemích včetně České republiky se uskutečnilo 8. března 2022, kdy nahradila stávající službu HBO GO. Spuštění služby se plánovalo i v dalších evropských a asijských zemích. Po fúzi firem Warner Bros. a Discovery byla však expanze služby pozastavena z důvodu prioritní práce na spojení služeb HBO Max a Discovery+. Dle posledních informací z 1. čtvrtletí 2022 mají služby Max a HBO celkem přibližně 73,8 milionu předplatitelů po celém světě (do tohoto čísla se však počítají i předplatitelé televizních kanálů HBO).
Spojení služeb Discovery+ a HBO Max bylo plánované na rok 2023, ale k tomu nakonec nedošlo. 23. května 2023 došlo k rebrandingu HBO Max na MAX, aplikace prošla redesignem a do služby bylo přidáno mnohem víc obsahu od Discovery. V květnu 2025 měly obě služby dohromady 122,3 milionů předplatitelů celosvětově. 14. května 2025 bylo oznámeno, že se služba vrátí ke svému předchozímu jménu, k čemuž došlo 9. července 2025.

## Obsah
Služba HBO Max nabízí původní i prémiový obsah produkčních filmových a televizních studií a značek společností HBO a Warner Bros. Obsahuje také filmy od společnosti Warner Bros. Pictures a studií třetích stran, jako jsou Summit Entertainment, Universal Pictures a 20th Century Studios (poslední tři jmenovaná studia mají s HBO smlouvy platné až do roku 2022), jež stanici HBO poskytli televizní distribuční práva. Služba však neobsahuje, stejně jako její sesterské streamovací platformy HBO Go a HBO Now, produkci lineárních kanálů HBO ani žádný obsah stanice Cinemax.

### Poskytovatelé obsahu
Poskytovatelé obsahu pro službu HBO Max; hvězdička (*) označuje poskytovatele třetích stran:
- Adult Swim (celosvětově, kromě Kanady prostřednictvím Corus Entertainment)[6]
- Bad Robot Productions*[4]
- Boomerang (celosvětově, kromě Kanady prostřednictvím Corus Entertainment)[6]
- Cartoon Network (celosvětově, kromě Kanady prostřednictvím Corus Entertainment)[6]
- Cartoonito (celosvětově, kromě Kanady prostřednictvím Corus Entertainment)[6][12]
  - Mattel Television* (pouze Amerika a Evropa)
  - Sesame Workshop* (pouze Amerika[pozn. 1])[13][14]
- CNN[6]
- Comedy Central*[6]
- The Criterion Collection*
- Crunchyroll*[6]
- The CW[6]
- DC Entertainment[6]
- GKIDS*[6][15]
- HBO[6]
- Hello Sunshine*
- HLN
- New Line Cinema[6]
- Rooster Teeth[6]
- Sky*[16]
- Sony Pictures* (pouze střední a východní Evropa)[17]
- Studio Ghibli* (prostřednictvím GKIDS)[6]
- TBS[6]
- TNT[6]
- TruTV[6]
- Turner Classic Movies[6]
- Turner Entertainment[6]
- TV Globo* (pouze Latinská Amerika a Karibik, kromě Brazílie)[18]
- Warner Bros. (kromě obsahu společnosti pro Japonsko a Tchaj-wan, který v současné době vychází na Netflixu a Disney+)[6]

## Spuštění
| Datum spuštění  | Země/Region               |
| --------------- | ------------------------- |
| 27. květen 2020 | Spojené státy americké    |
| 29. červen 2021 | Anguilla                  |
| 29. červen 2021 | Antigua a Barbuda         |
| 29. červen 2021 | Argentina                 |
| 29. červen 2021 | Aruba                     |
| 29. červen 2021 | Bahamy                    |
| 29. červen 2021 | Barbados                  |
| 29. červen 2021 | Belize                    |
| 29. červen 2021 | Bolívie                   |
| 29. červen 2021 | Brazílie                  |
| 29. červen 2021 | Britské Panenské ostrovy  |
| 29. červen 2021 | Curaçao                   |
| 29. červen 2021 | Dominika                  |
| 29. červen 2021 | Dominikánská republika    |
| 29. červen 2021 | Ekvádor                   |
| 29. červen 2021 | Grenada                   |
| 29. červen 2021 | Guatemala                 |
| 29. červen 2021 | Guyana                    |
| 29. červen 2021 | Haiti                     |
| 29. červen 2021 | Honduras                  |
| 29. červen 2021 | Chile                     |
| 29. červen 2021 | Jamajka                   |
| 29. červen 2021 | Kajmanské ostrovy         |
| 29. červen 2021 | Kolumbie                  |
| 29. červen 2021 | Kostarika                 |
| 29. červen 2021 | Mexiko                    |
| 29. červen 2021 | Montserrat                |
| 29. červen 2021 | Nikaragua                 |
| 29. červen 2021 | Panama                    |
| 29. červen 2021 | Paraguay                  |
| 29. červen 2021 | Peru                      |
| 29. červen 2021 | Salvador                  |
| 29. červen 2021 | Surinam                   |
| 29. červen 2021 | Svatá Lucie               |
| 29. červen 2021 | Svatý Kryštof a Nevis     |
| 29. červen 2021 | Svatý Vincenc a Grenadiny |
| 29. červen 2021 | Trinidad a Tobago         |
| 29. červen 2021 | Turks a Caicos            |
| 29. červen 2021 | Uruguay                   |
| 29. červen 2021 | Venezuela                 |
| 26. říjen 2021  | Švédsko                   |
| 26. říjen 2021  | Dánsko                    |
| 26. říjen 2021  | Finsko                    |
| 26. říjen 2021  | Dánsko                    |
| 26. říjen 2021  | Španělsko                 |
| 26. říjen 2021  | Andorra                   |
| 8. březen 2022  | Bosna a Hercegovina       |
| 8. březen 2022  | Bulharsko                 |
| 8. březen 2022  | Černá Hora                |
| 8. březen 2022  | Česko                     |
| 8. březen 2022  | Chorvatsko                |
| 8. březen 2022  | Maďarsko                  |
| 8. březen 2022  | Moldavsko                 |
| 8. březen 2022  | Nizozemsko                |
| 8. březen 2022  | Polsko                    |
| 8. březen 2022  | Portugalsko               |
| 8. březen 2022  | Rumunsko                  |
| 8. březen 2022  | Severní Makedonie         |
| 8. březen 2022  | Slovensko                 |
| 8. březen 2022  | Slovinsko                 |
| 8. březen 2022  | Srbsko                    |